# Mads Landbo
Mads Landbo (født 30. september 2004 i Hørsholm) er en cykelrytter fra Danmark, der kører for Team Give Steel-2M Cycling Elite.
I ungdomsrækkerne har han vundet DM-medaljer i cykelcross, mountainbike og landevejscykling.

## Karriere
I 2018 vandt Mads Landbo det danske U15-mesterskab i cykelcross. Samme år vandt han sølvmedalje ved EM i mountainbike, kun overgået af landsmanden Gustav Heby Pedersen. Desuden har han vundet fire danske ungdomsmesterskaber i mountainbike (XCO). Ved DM i cykelcross 2022 vandt han sølv i juniorenes løb.
Efter at havde kørt få landevejsløb i 2021 for Holte MTB Klub, blev han fra starten af 2022-sæsonen en del af det nyetablerede elitetalentteam Tscherning Canyon-Cycling Academy Junior. Her blev det i maj til fem løbssejre. Den 26. juni 2022 deltog Mads Landbo i juniorenes linjeløb ved DM i landevejscykling. Her endte han på tredjepladsen.
Den 9. september 2022 blev det offentliggjort at Mads Landbo fra 2023, i sin første sæson som seniorrytter, havde skrevet en toårig kontrakt med det norske kontineltalhold Uno-X DARE Development Team.